# Place Paul-Verlaine
La place Paul-Verlaine est une voie située dans le quartier de la Maison-Blanche du 13e arrondissement de Paris.

## Situation et accès
La place Paul-Verlaine est desservie à proximité par la ligne 6 à la station Corvisart et par les lignes 5, 6 et 7 à la station Place d'Italie.

## Origine du nom
Cette place rend hommage au poète Paul Verlaine (1844-1896) qui s'est engagé auprès des communards qui ont combattu en 1871 à la Butte-aux-Cailles lors d'une importante bataille.

## Historique
Cette place est anciennement nommée « place du Puits-Artésien » en raison de la présence du puits artésien de la Butte-aux-Cailles foré à cet endroit, de 1863 à 1872. Elle prend son nom actuel le 25 mai 1905.

## Bâtiments remarquables et lieux de mémoire
- La piscine de la Butte-aux-Cailles.
- Une des sept fontaines d'eau artésienne de Paris remise en état en 2001.
- Les monuments au sergent Jules Bobillot ainsi qu'au premier vol humain en montgolfière.
- Le square Henri-Rousselle.

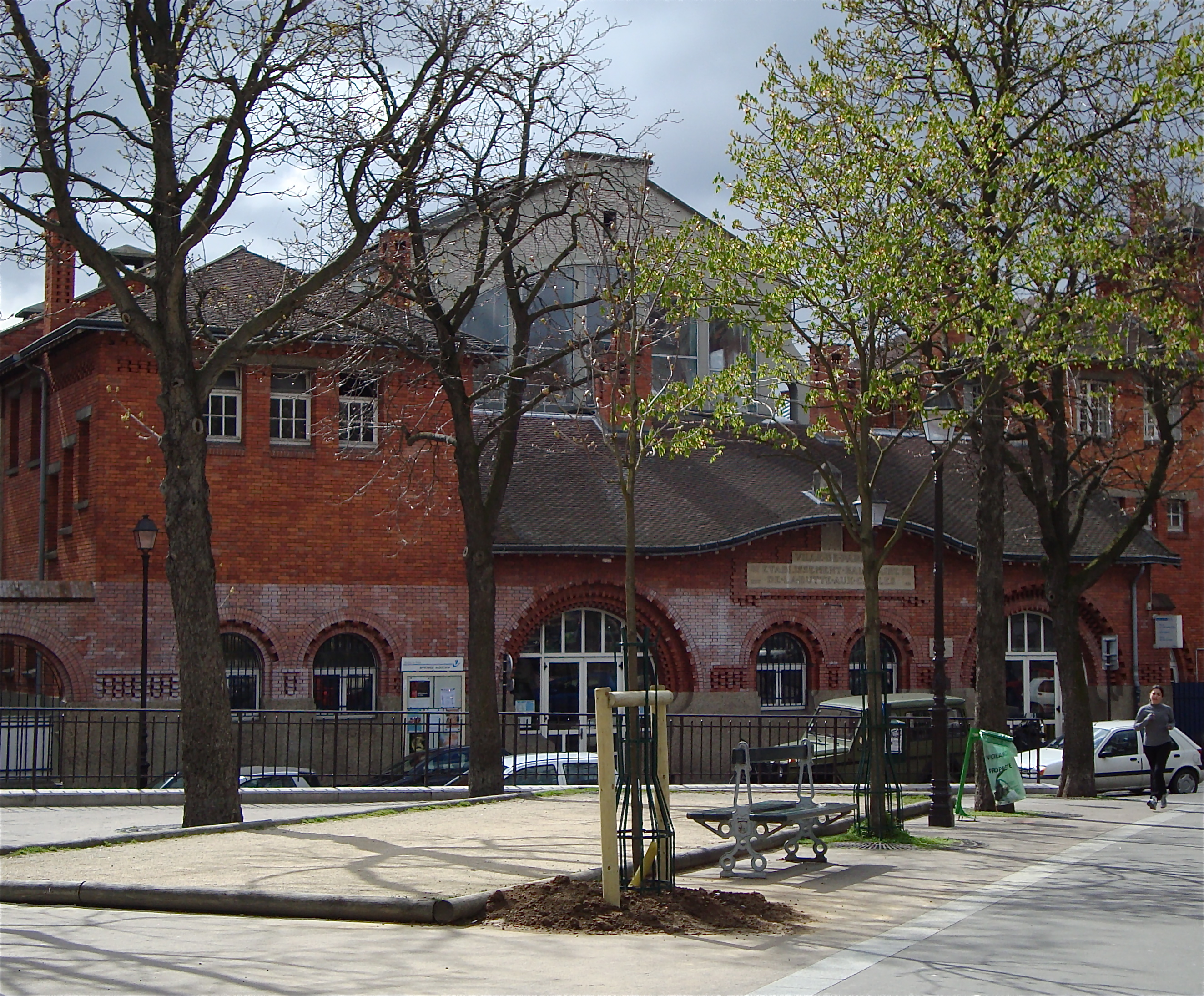
La place et la piscine de la Butte-aux-Cailles.
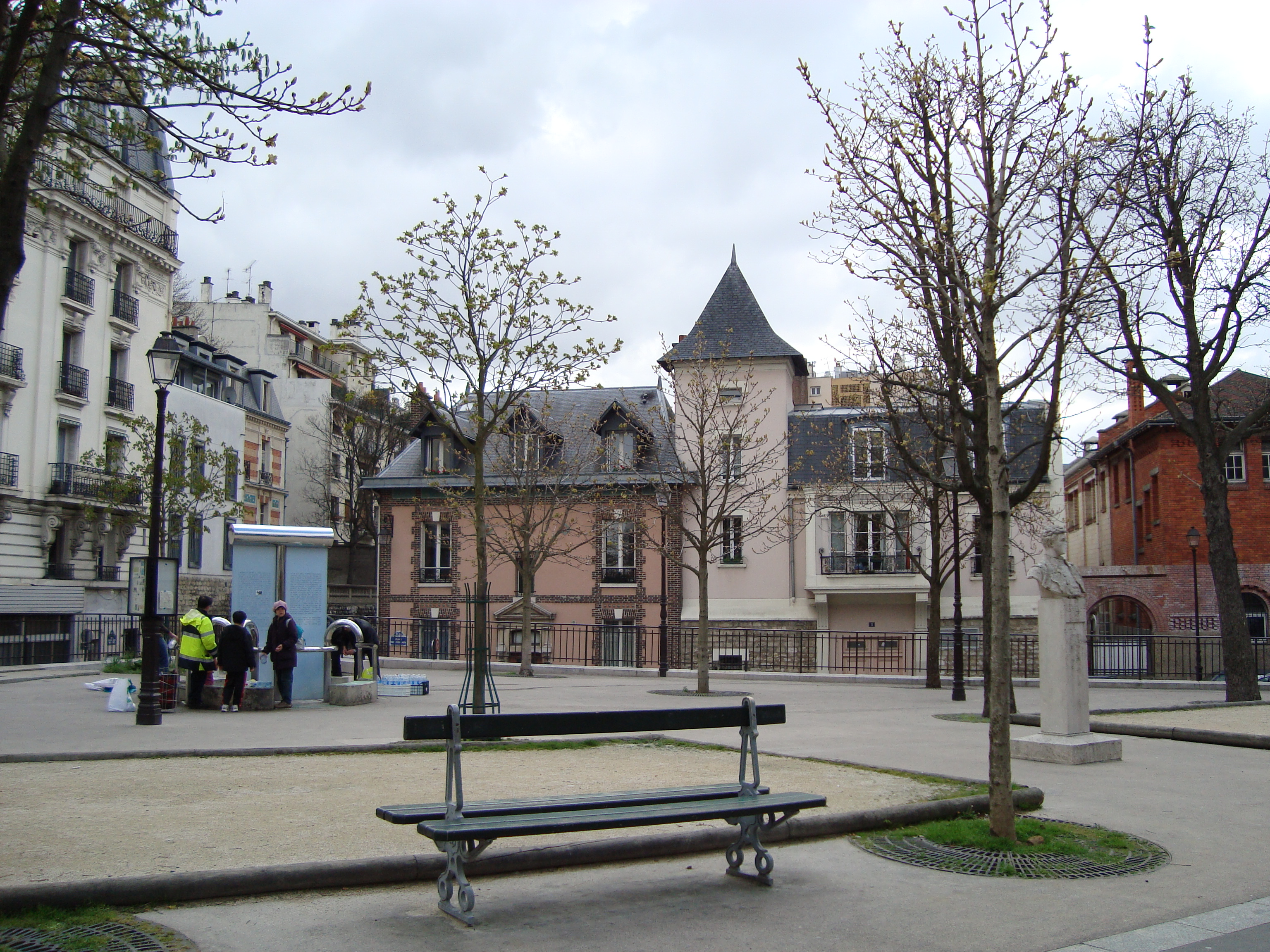
Le puits artésien et la statue de Bobillot.
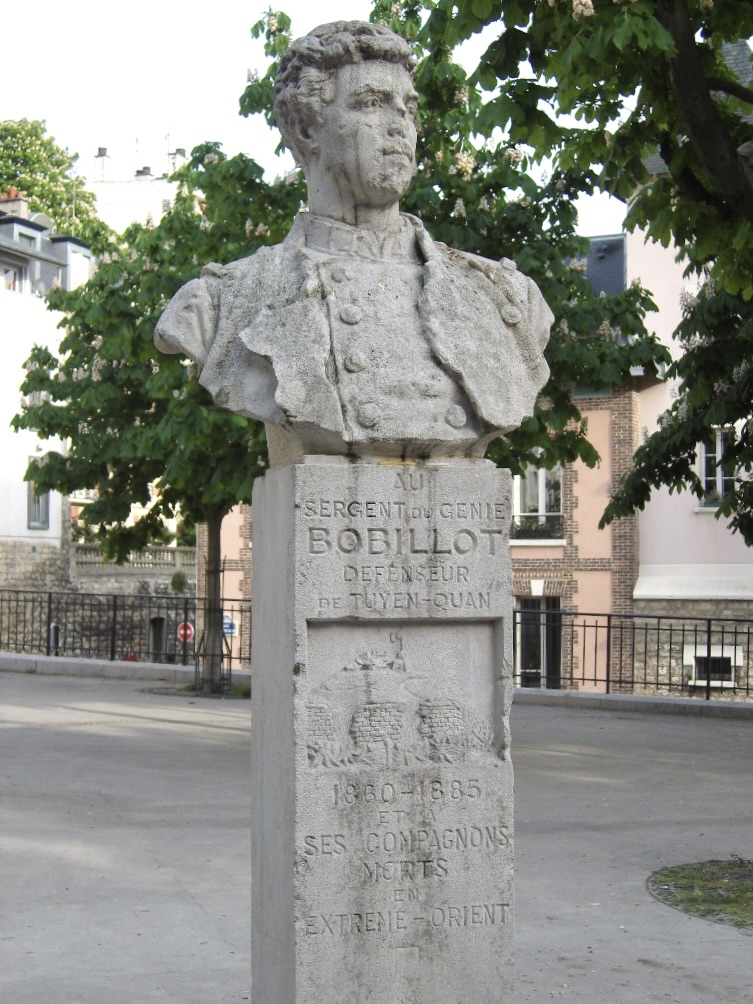
Le monument au sergent Jules Bobillot.